# 和歌山市立浜宮小学校
和歌山市立浜宮小学校（わかやましりつ はまのみやしょうがっこう）は、和歌山県和歌山市内原にある市立小学校。

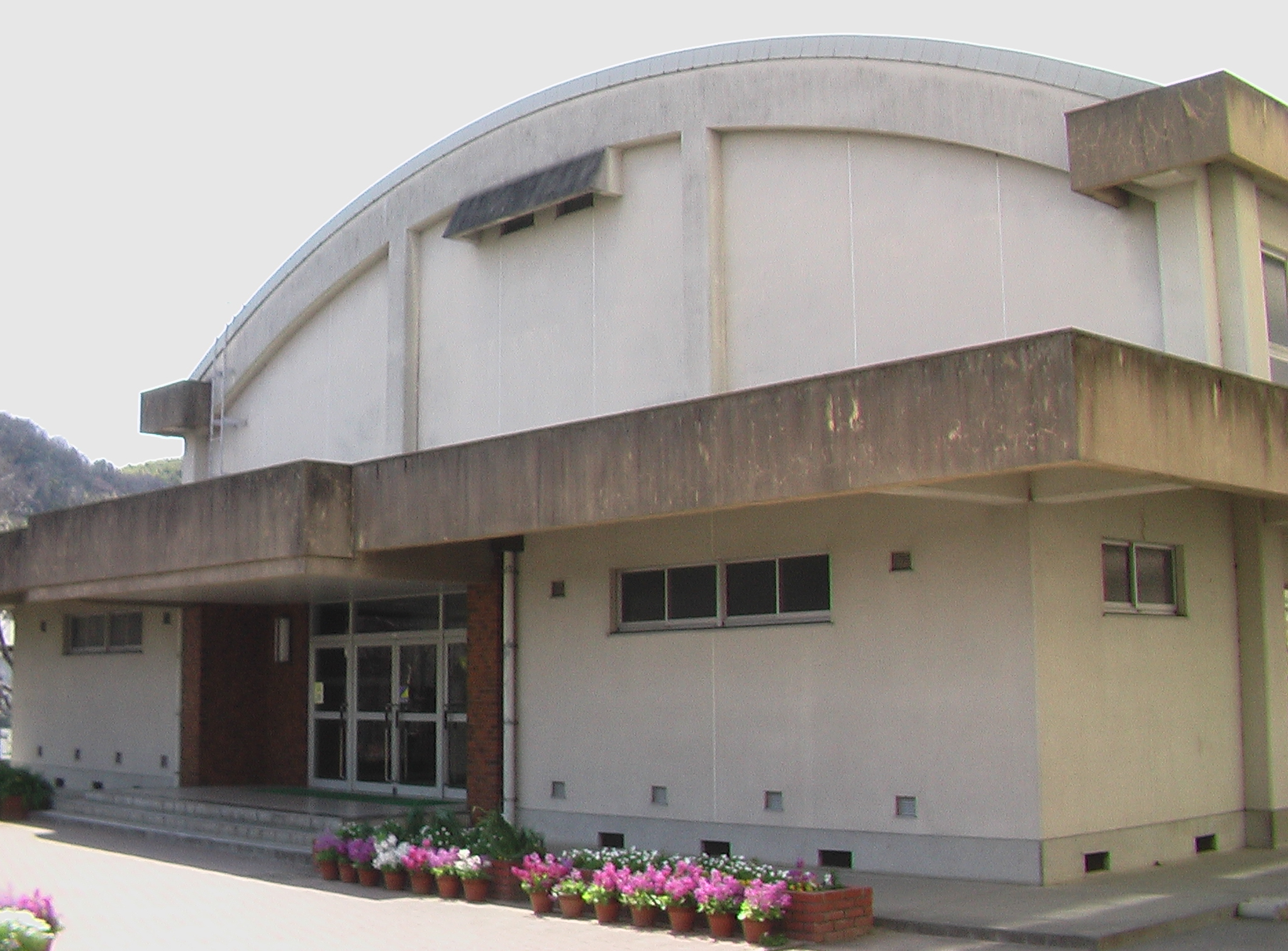
浜宮小学校体育館

## 概要
アルミ缶回収などのボランティア活動を児童会活動の一環として行っている。収益金は、ユネスコに寄付をしている。
- 学級数：19（平成18年度、内特殊学級1）
- 児童数：548（平成19年3月）
- 校訓：希望・誠実・健康

## 沿革
- 1982年（昭和57年）5月3日 - 和歌山市立名草小学校より分離開校。

## 進学先中学校
- 和歌山市立明和中学校

## 周辺
- 和歌山マリーナシティ
- 紀三井寺球場
- 紀三井寺陸上競技場

## 通学区域が隣接している学校
- 和歌山市立和歌浦小学校 （海を挟んで隣接。）
- 和歌山市立名草小学校
- 和歌山市立安原小学校
- 海南市立黒江小学校